# Союз Т-6
«Союз Т-6» — советский пилотируемый космический корабль.

## Параметры полёта
- Масса аппарата — 6,85 т.
- Наклонение орбиты — 51,7°.
- Период обращения — 88,7 мин.
- Перигей — 189 км.
- Апогей — 233 км.

## Экипаж старта и посадки
- Командир корабля — Джанибеков, Владимир Александрович (3)
- Бортинженер корабля — Иванченков, Александр Сергеевич (2)
- Космонавт-исследователь корабля — Кретьен, Жан-Лу Жак Мари (фр. Chretien Jean-Loup Jacques Marie) (Франция) (1)

## Дублирующий экипаж
- Командир корабля — Кизим, Леонид Денисович
- Бортинженер корабля — Соловьёв, Владимир Алексеевич
- Космонавт-исследователь корабля — Бодри, Патрик Пьер Роже (фр. Baudry Patrick Pierre Roger) (Франция)

## Описание полёта
Первая экспедиция посещения орбитального научного комплекса «Салют-7» — «Союз Т-5». В это время на станции «Салют-7» находился первый долговременный экипаж: Анатолий Березовой и Валентин Лебедев.
Стыковка проходила в полностью ручном режиме по причине отказа автоматической системы стыковки.
Во время пребывания на станции одновременно пяти космонавтов были проведены многие научные эксперименты. Это были биологические эксперименты: «Браслет» — исследования кровеносной системы человека, «Поза» — исследования мышечной системы человека, «Эхография» — изучение сердечно-сосудистой системы человека с применением доплерографии, «Марс» и «Нептун» — изучение зрительной системы человека, «Анкета» — исследования вестибулярного аппарата человека, «Микробный обмен» — санитарно-микробиологические исследования, «Биоблок-3» — изучение влияния космических лучей на живые организмы, «Цитос-2» — микробиологические исследования с применением термостата; технологические эксперименты: «Калибровка» — термодинамические исследования, «Диффузия» — изучение перемещений вещества, «Ликвация» — изучение кристаллизации; астрофизические эксперименты: «Пирамиг» и ПСН — фотографирование атмосферы Земли и космических объектов.
Жан-Лу Кретьен — первый французский космонавт.
Первоначально по программе полёта командиром экипажа готовился Ю. В. Малышев, однако по состоянию здоровья он был заменён В. А. Джанибековым.